# Марио Понцо
Марио Понцо (на италиански: Mario Ponzo) е италиански академичен психолог, известен с илюзията на Понцо.

## Биография
Роден е през 1882 година в Милано, Италия. Следва медицина под ръководството на Федерико Киесо в Торино, дипломира се през 1906 г. През 1911 г. публикува статия в списание „Archives Italiennes de Biologie“, в която представя добре известната илюзия на Понцо. През същата година пише за „Atti della Regia Accademia delle Scienze di Torino“ това, което може да се опише като първа статия на италиански език по темата психология и кино. През 1931 наследява Санте де Санктис като шеф на катедрата по психология в Университета „Ла Сапиенца“ в Рим.
Умира в Торино през 1960 година на 77-годишна възраст.